# ماركو كولار
ماركو كولار (بالكرواتية: Marko Kolar)‏ هو لاعب كرة قدم كرواتي في مركز الهجوم، ولد في 31 مايو 1995 في Zabok ‏ في كرواتيا. شارك مع منتخب كرواتيا تحت 17 سنة لكرة القدم ومنتخب كرواتيا تحت 19 سنة لكرة القدم ومنتخب كرواتيا تحت 21 سنة لكرة القدم. أما مع النوادي، فقد لعب مع دينامو زغرب وفيسوا كراكوف ونادي لوكوموتيفا.

## وصلات خارجية
- ماركو كولار على موقع اتحاد كرواتيا (الكرواتية)
- ماركو كولار على موقع قاعدة بيانات كرة القدم.إي يو (الإنجليزية)
- ماركو كولار على موقع Soccerway.com (الإنجليزية)
- ماركو كولار على موقع عالم كرة القدم.نت (الإنجليزية)
- ماركو كولار على موقع AS.com (الإسبانية)